# Igor Anatoljewitsch Ledjachow
Igor Anatoljewitsch Ledjachow (russisch И́горь Анато́льевич Ледя́хов, * 22. Mai 1968 in Sotschi) ist ein russischer Fußballtrainer und ehemaliger Mittelfeldspieler. Er war zuletzt 2009/10 Cheftrainer des russischen Erstdivisionisten Schinnik Jaroslawl, davor war er in verschiedenen Positionen im Trainerstab des Rekordmeisters Spartak Moskau angestellt, darunter im Sommer 2008 für einige Wochen als Interimscheftrainer.
Als Mittelfeldspieler während der Zeit des Transition der UdSSR war er einer der besten Spieler von Spartak Moskau, während seiner Zeit dort wurde er dreimal in Folge russischer Meister, 1992 russischer Fußballer des Jahres und nahm als Nationalspieler an der Weltmeisterschaft 1994 teil. Im Anschluss wechselte er zum spanischen Erstligisten Sporting Gijón, bei dem er bis kurz vor Ende fast ein Jahrzehnt blieb.

## Spieler
Von seinem Jugendverein SKA Rostow wechselte er 1986 für zwei Jahre zum sowjetischen Drittligisten Torpedo Taganrog, bevor er 1988/89 wieder für SKA Rostow erstmals in der zweiten sowjetischen Liga zum Einsatz kam und schnell Stammspieler wurde. 1990 spielte er für Dnipro Dnipropetrowsk erstmals erstklassig, bevor er nach einer kurzen Zwischenstation bei Rotor Wolgograd während des Übergangs vom sowjetischen zum russischen Ligabetrieb beim dominierenden Hauptstadtclub Spartak Moskau unter Vertrag genommen wurde.  Bei Spartak war als Abwehrspieler sehr torgefährlich und gewann die drei ersten russischen Meisterschaften und war gleichzeitig Nationalspieler (zuerst GUS  dann Russland); er gehörte sowohl zum Kader für die EURO 1992, wie für die Weltmeisterschaft 1994. Nach der WM wechselte er in die spanische Primera División zu Sporting Gijón, wo er zu den Stars des Teams gehörte, bevor er 1998 für einige Monate an den japanischen Club Yokohama Flügels ausgeliehen wurde. Zurück in Spanien bei Sporting Gijón war seine sportliche Bilanz durchwachsen, er fiel eher durch Disziplinlosigkeit auf: so wurde er 2000 für sechs Spiele wegen Tätlichkeiten gegen Gegenspieler und den Schiedsrichter gesperrt und wegen Verstößen gegen die Disziplin von Gijón entlassen, nach einer Klage gegen den Verein deswegen verglich man sich in Höhe von ca. 500.000 Euro. Nach Gijón spielte er noch eine Saison für den spanischen Zweitligisten SD Eibar, bevor er seine Karriere beendete.

## Trainer
Im Frühjahr 2007 wurde Ledjachow Sportdirektor beim FK Rostow. 2008 und 2009 arbeitete er im Trainerstab bei Spartak Moskau, im Sommer 2008 wurde er für wenige Wochen Interimscheftrainer des Clubs, bevor Anfang September Michael Laudrup neuer Chef wurde. Kurz vor Weihnachten 2009 engagierte der 1.-Divisionist Schinnik Jaroslawl Ledjachow als Cheftrainer, nach dem neunten Spieltag und dem 18. Tabellenplatz der Saison 2010 wurde der Vertrag jedoch wegen Erfolglosigkeit einvernehmlich wieder aufgelöst.